# UUM-125海矛

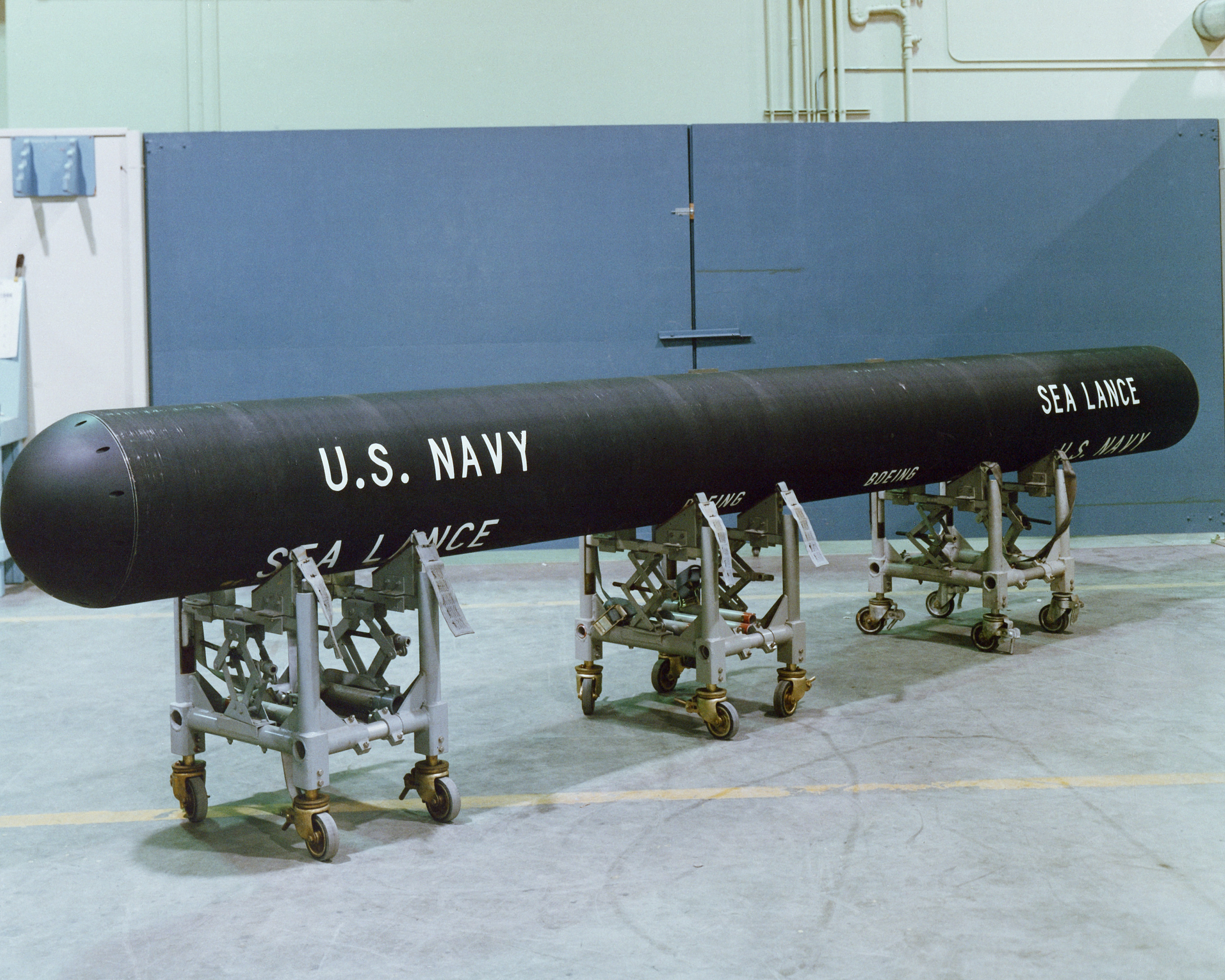
在艙中的UUM-125

UUM-125海矛(英語: UUM-125 Sea Lance)，在開發早期被稱為通用戰區外反潛艇武器(英語: Common Anti-submarine Standoff Weapon)，是美國的戰區外反潛艇導彈，最初用於攜帶W89熱核彈頭。它在1980年被設想為UUM-44 SUBROC和RUR-5 ASROC反潛艇導彈的繼任人。UUM-125有2個版本，分別是UUM-125A和RUM-125A。前者是潛射版本，後者是船上發射版本。UUM-125於1990年因蘇聯解體而被取消。

## 設計與發展
1982年，波音公司取得了名為「海矛」系統的主要研發合同。次年，開發兩種不同版本的導彈明顯難度過高，所以RUM-125的進一步研發被暫停。RUM-139，是ASROC(Anti-Submarine Rocket，反潛艇火箭)的垂直發射型號，是作為該計劃的權宜之計而開發的。
UUM-125被安置在一個可以從普通的21英吋魚雷管中發射的水密艙中。Mk 117數位火控系統在發射前提供目標資料予導彈。在發射後，水密艙會浮至水面，火箭便會點火和展開機翼。慣性導航系統會將導彈引導至目標的大致位置。最初的計劃是讓船上發射版本以類似的方式運作，從Mk 41艦載垂直發射系統發射。當導彈到達預定區域時，火箭攜帶的彈頭或魚雷便會從導彈分離，展開降落傘以減速。兩種導彈都計劃攜帶爆炸當量為20萬噸的W89熱核彈頭深水炸彈。W89對潛艇的致命半徑約為10 km(6.2英里)。這當量巨大的彈頭，加上目標在彈頭或魚雷落水之前無法探測到導彈，使得目標幾乎不可能逃脫。
在1980年代中期，有人提出了這種導彈的常規變種型號，它將攜帶新的Mark 50魚雷潛射武器。這個版本被稱為UUM-125B。
全面研發UUM-125的合同於1986年簽訂。在1988年，決定繼續研發船上發射的RUM-125。搭載核彈頭設計被取消，取而代之的是純常規導彈。在1990年，由於蘇聯解體，整個計劃被取消。現時，美國海軍的攻擊型潛艇並沒有任何遠程超音速戰區外反潛艇武器(英語: long-range supersonic stand-off anti-submarine weapon)，而美國海軍水面戰艦擁有新的艦載垂直發射版本的反潛艇火箭。

## 建議閱讀
- Polmar, Norman.  15th. Annapolis, Maryland: Naval Institute Press. 1993. ISBN 1557506752.

## 外部連結
- Directory of US Military missiles （页面存档备份，存于）
- Global Security （页面存档备份，存于）